# William Bullock (inventeur)
Pour les articles homonymes, voir William Bullock et Bullock.
William Bullock, né en 1813 à Greenville, New York, mort le 12 avril 1867 à Pittsburgh, est un inventeur américain, auteur de plusieurs inventions dont une presse rotative à grande vitesse à bobines de papier.

## Biographie
Très tôt orphelin, il apprend la fonderie et la mécanique avec son frère, de huit ans son aîné. Il s’instruit en autodidacte, lisant beaucoup de livres techniques. À 21 ans il crée son propre atelier de mécanique à Savannah (Géorgie) pour fabriquer une machine à tailler les bardeaux de toitures, qui sera un échec, faute de connaissances commerciales.
Il épouse Angeline Kimball, dont il aura sept enfants. Après la mort d’Angeline en 1850, de tuberculose, il se remarie avec sa sœur, Emily, avec qui il a encore six enfants.
Il invente diverses machines agricoles, une presse à coton et paille, un semoir qui lui vaut en 1849 un deuxième prix du Franklin Institute de Philadelphie. Toujours passionné par les livres, il s’intéresse à l’imprimerie. Il travaille dans un journal de Philadelphie, The Banner of the Union. Puis le journal s’installe à Catskill, New York. En 1850, il publie un journal whig, The American Eagle. En 1853, le nouveau propriétaire de l’imprimerie refuse d’imprimer le journal, pour des raisons politiques. Bullock entreprend alors la construction d’une presse à main avec une alimentation en papier automatique. Le journal ne connaît aucune interruption. Il fabriquera plus tard des presses utilisant ce principe, dont une, en 1860, destinée à imprimer Frank Leslie’s Illustrated Weekly. Il dépose un brevet pour sa presse rotative en 1863.
Il s’installe à Pittsburgh. Après l’apparition de la première rotative fabriquée par Richard March Hoe, Bullock invente la sienne (1865), en utilisant un brevet déposé cinq ans plus tôt par l’Autrichien Alois Auer pour une alimentation en papier qui n’est plus faite feuille à feuille par un ou plusieurs margeurs, mais automatiquement par des bobines de papier, ce qui permet d’augmenter considérablement la vitesse. Un compteur indique même le nombre de feuilles imprimées. La rotative de Bullock coupe d’abord le papier en feuilles, imprime des deux côtés. Elle représente un progrès majeur. Le pliage automatique n’apparaîtra que plus tard (1871), après son introduction sur les presses du rival Hoe.
Le 3 avril 1867, en voulant d’un coup de pied ajuster une courroie sur sa poulie d’entraînement, il se fait prendre la jambe, qui est brisée. Quelques jours plus tard une gangrène se déclare, et il meurt pendant l’opération d’amputation.
Les innovations de Bullock sont reconnues après sa mort. Sa famille ne bénéficiera pas d’un seul cent de revenu bien que ses presses aient été utilisées pendant une quarantaine d’années.
Sur sa tombe anonyme, au cimetière Union Dale de Pittsburgh, on a posé une plaque en 1964.